# Thaiföld az 1964. évi nyári olimpiai játékokon
Thaiföld a japán Tokióban megrendezett 1964. évi nyári olimpiai játékok egyik részt vevő nemzete volt. Az országot az olimpián 8 sportágban 54 sportoló képviselte, akik érmet nem szereztek.

## Atlétika
Férfi
| Versenyző                                                                | Versenyszám     | Előfutam | Előfutam | Előfutam | Negyeddöntő | Negyeddöntő | Negyeddöntő | Elődöntő | Elődöntő | Elődöntő | Döntő   | Döntő    |
| Versenyző                                                                | Versenyszám     | Idő      | Hely.    | Össz.    | Idő         | Hely.       | Össz.       | Idő      | Hely.    | Össz.    | Idő     | Helyezés |
| ------------------------------------------------------------------------ | --------------- | -------- | -------- | -------- | ----------- | ----------- | ----------- | -------- | -------- | -------- | ------- | -------- |
| Suthi Manyakass                                                          | 100 m           | 10,98    | 7.       | 56.      | kiesett     | kiesett     | kiesett     | kiesett  | kiesett  | kiesett  | kiesett | kiesett  |
| Somsak Thongsuk                                                          | 200 m           | 22,6     | 8.       | 53.*     | kiesett     | kiesett     | kiesett     | kiesett  | kiesett  | kiesett  | kiesett | kiesett  |
| Somsak Thongsuk                                                          | 400 m           | 48,9     | 6.       | 45.      | kiesett     | kiesett     | kiesett     | kiesett  | kiesett  | kiesett  | kiesett | kiesett  |
| Nipon Pensuvapap                                                         | 800 m           | 1:58,8   | 8.       | 46.      |             |             |             | kiesett  | kiesett  | kiesett  | kiesett | kiesett  |
| Tira Klai-Angtong                                                        | 1500 m          | 4:08,7   | 10.      | 43.      |             |             |             | kiesett  | kiesett  | kiesett  | kiesett | kiesett  |
| Somsak Keaokanta                                                         | 5000 m          | 16:08,8  | 11.      | 46.      |             |             |             |          |          |          | kiesett | kiesett  |
| Chanom Sirirangsri                                                       | Maraton         |          |          |          |             |             |             |          |          |          | 2:59:25 | 58.      |
| Taweesit Arjtaweekul Suthi Manyakass Maitri Vilaikit Chalit Kanitasut    | 4 × 100 m váltó | 41,8     | 7.       | 20.      |             |             |             | kiesett  | kiesett  | kiesett  | kiesett | kiesett  |
| Somsak Thongsuk Nipon Pensuvapap Adisorn Vitsudhamakul Manut Bumrungphuk | 4 × 400 m váltó | 3:18,4   | 7.       | 17.      |             |             |             |          |          |          | kiesett | kiesett  |

| Versenyző                 | Versenyszám | Selejtező                | Selejtező                | Döntő    | Döntő    |
| Versenyző                 | Versenyszám | Eredmény                 | Helyezés                 | Eredmény | Helyezés |
| ------------------------- | ----------- | ------------------------ | ------------------------ | -------- | -------- |
| Kateseperswasdi Bhakdikul | Magasugrás  | érvényes kísérlet nélkül | érvényes kísérlet nélkül | kiesett  | kiesett  |

Női
| Versenyző                                                              | Versenyszám     | Előfutam | Előfutam | Előfutam | Negyeddöntő | Negyeddöntő | Negyeddöntő | Elődöntő | Elődöntő | Elődöntő | Döntő   | Döntő    |
| Versenyző                                                              | Versenyszám     | Idő      | Hely.    | Össz.    | Idő         | Hely.       | Össz.       | Idő      | Hely.    | Össz.    | Idő     | Helyezés |
| ---------------------------------------------------------------------- | --------------- | -------- | -------- | -------- | ----------- | ----------- | ----------- | -------- | -------- | -------- | ------- | -------- |
| Kusolwan Sorut                                                         | 100 m           | 12,6     | 7.       | 39.*     | kiesett     | kiesett     | kiesett     | kiesett  | kiesett  | kiesett  | kiesett | kiesett  |
| Kusolwan Sorut                                                         | 200 m           | 26,1     | 6.       | 30.      |             |             |             | kiesett  | kiesett  | kiesett  | kiesett | kiesett  |
| Samruay Charonggool                                                    | 400 m           | 1:04,0   | 8.       | 23.      |             |             |             | kiesett  | kiesett  | kiesett  | kiesett | kiesett  |
| Preya Dechdumrong Kusolwan Sorut Budsabong Yimploy Samruay Charonggool | 4 × 100 m váltó | 50,3     | 8.       | 15.      |             |             |             |          |          |          | kiesett | kiesett  |

| Versenyző             | Versenyszám   | Selejtező                | Selejtező                | Döntő    | Döntő    |
| Versenyző             | Versenyszám   | Eredmény                 | Helyezés                 | Eredmény | Helyezés |
| --------------------- | ------------- | ------------------------ | ------------------------ | -------- | -------- |
| Tipapan Leenasen      | Magasugrás    | érvényes kísérlet nélkül | érvényes kísérlet nélkül | kiesett  | kiesett  |
| Pranee Kitipongpitaya | Diszkoszvetés | 38,73 m                  | 19.                      | kiesett  | kiesett  |

* - egy másik versenyzővel azonos időt ért el

## Cselgáncs
| Versenyző            | Versenyszám | Csoportkör                                                           | Csoportkör | Negyeddöntő       | Elődöntő          | Döntő             | Helyezés |
| Versenyző            | Versenyszám | Ellenfél Eredmény                                                    | Hely.      | Ellenfél Eredmény | Ellenfél Eredmény | Ellenfél Eredmény | Helyezés |
| -------------------- | ----------- | -------------------------------------------------------------------- | ---------- | ----------------- | ----------------- | ----------------- | -------- |
| Eiam Harssarungsri   | Könnyűsúly  | 8. csoport · Nguyễn Văn Bình (VIE) · GY · Ārons Boguļubovs (URS) · V | 2.         | kiesett           | kiesett           | kiesett           | 9.       |
| Udom Ratsamelongkorn | Könnyűsúly  | 2. csoport · Nakatani Takehide (JPN) · V · Brian Jacks (GBR) · V     | 3.         | kiesett           | kiesett           | kiesett           | 19.      |
| Pipat Singsanee      | Középsúly   | 4. csoport · Peter Snijders (NED) · V · Thuc Tuan Thai (VIE) · GY    | 2.         | kiesett           | kiesett           | kiesett           | 9.       |

## Kerékpározás

### Országúti kerékpározás
| Versenyző                                                             | Versenyszám     | Idő                    | Helyezés      |
| --------------------------------------------------------------------- | --------------- | ---------------------- | ------------- |
| Vitool Charoenrut                                                     | Mezőnyverseny   | nem ért célba          | nem ért célba |
| Pakdee Chinjinda                                                      | Mezőnyverseny   | 4:39:51,83 (+0:00,20)  | 91.           |
| Taworn Jirapan                                                        | Mezőnyverseny   | 4:39:51,83 (+0:00,20)  | 89.           |
| Chainarong Sophonpong                                                 | Mezőnyverseny   | nem ért célba          | nem ért célba |
| Vitool Charoenrut Taworn Jirapan Suwan Kerd-Orn Chainarong Sophonpong | Csapat időfutam | 2:57:04,72 (+30:35,53) | 28.           |

### Pálya-kerékpározás
Időfutam
| Versenyző            | Versenyszám  | Idő     | Helyezés |
| -------------------- | ------------ | ------- | -------- |
| Preeda Chullamondhol | Férfi egyéni | 1:18,06 | 21.      |

Üldözőversenyek
| Versenyző                                                          | Versenyszám  | Selejtező                                                                                  | Selejtező | Selejtező | Negyeddöntő  | Negyeddöntő | Negyeddöntő | Elődöntő     | Elődöntő  | Elődöntő | Döntő        | Döntő     | Helyezés    |
| Versenyző                                                          | Versenyszám  | Ellenfél Idő                                                                               | Saját idő | Hely.     | Ellenfél Idő | Saját idő   | Hely.       | Ellenfél Idő | Saját idő | Hely.    | Ellenfél Idő | Saját idő | Helyezés    |
| ------------------------------------------------------------------ | ------------ | ------------------------------------------------------------------------------------------ | --------- | --------- | ------------ | ----------- | ----------- | ------------ | --------- | -------- | ------------ | --------- | ----------- |
| Samaisuk Krissanasuwan                                             | Férfi egyéni | Ronald Cassidy (TRI) · 5:35,64                                                             | 6:00,76   | 2.        | kiesett      | kiesett     | kiesett     | kiesett      | kiesett   | kiesett  | kiesett      | kiesett   | helyezetlen |
| Somchai Chantarasamrit Preeda Chullamondhol Samaisuk Krissanasuwan | Férfi csapat | Pakisztán (PAK) · Muhammad Ashiq · Lal Bakhsh · Muhammad Hafeez · Muhammad Shafi · 5:38,77 | 5:31,52   | 1.        | kiesett      | kiesett     | kiesett     | kiesett      | kiesett   | kiesett  | kiesett      | kiesett   | helyezetlen |

## Ökölvívás
| Versenyző                | Versenyszám   | Selejtező               | 32-es főtábla                   | Nyolcaddöntő      | Negyeddöntő       | Elődöntő          | Döntő             | Helyezés |
| Versenyző                | Versenyszám   | Ellenfél Eredmény       | Ellenfél Eredmény               | Ellenfél Eredmény | Ellenfél Eredmény | Ellenfél Eredmény | Ellenfél Eredmény | Helyezés |
| ------------------------ | ------------- | ----------------------- | ------------------------------- | ----------------- | ----------------- | ----------------- | ----------------- | -------- |
| Veerapan Komolsen        | Légsúly       |                         | John McCluskey (GBR) · 1-4      | kiesett           | kiesett           | kiesett           | kiesett           | 17.      |
| Cherdchai Udompaichitkul | Harmatsúly    |                         | Karimu Young (NGR) · 0-5        | kiesett           | kiesett           | kiesett           | kiesett           | 17.      |
| Niyom Prasertsom         | Kisváltósúly  | Tóth István (HUN) · 1-4 | kiesett                         | kiesett           | kiesett           | kiesett           | kiesett           | 33.      |
| Sukda Songsam            | Váltósúly     |                         | Hussein Saddik (RAU) · kizárták | kiesett           | kiesett           | kiesett           | kiesett           | 17.      |
| Yot Sangthien            | Nagyváltósúly |                         | Tolman Gibson (USA) · RSC       | kiesett           | kiesett           | kiesett           | kiesett           | 17.      |

## Sportlövészet
Férfi
| Versenyző            | Versenyszám                    | Pont | Helyezés |
| -------------------- | ------------------------------ | ---- | -------- |
| Taweesak Kasiwat     | Gyorstüzelő pisztoly           | 571  | 35.      |
| Sumol Sumontame      | Gyorstüzelő pisztoly           | 575  | 30.      |
| Paitoon Smuthranond  | Szabadpisztoly                 | 518  | 39.      |
| Amorn Yuktanandana   | Szabadpisztoly                 | 509  | 44.      |
| Choomphol Chaiyanitr | Sportpuska, fekvő              | 589  | 27.      |
| Hongsa Purnaveja     | Sportpuska, fekvő              | 574  | 67.      |
| Krisada Arunwong     | Sportpuska, összetett          | 1093 | 43.      |
| Salai Srisathorn     | Sportpuska, összetett          | 1086 | 47.      |
| Chan Pancharut       | Szabadpuska, összetett (300 m) | 1005 | 30.      |
| Turong Tousvasu      | Szabadpuska, összetett (300 m) | 1008 | 29.      |

## Súlyemelés
| Versenyző         | Versenyszám | Nyomás   | Nyomás   | Szakítás | Szakítás | Lökés                    | Lökés                    | Összesen | Helyezés |
| Versenyző         | Versenyszám | Eredmény | Helyezés | Eredmény | Helyezés | Eredmény                 | Helyezés                 | Összesen | Helyezés |
| ----------------- | ----------- | -------- | -------- | -------- | -------- | ------------------------ | ------------------------ | -------- | -------- |
| Sermbhan Chongrak | 56 kg       | 95,0     | 15.      | 90,0     | 18.      | érvényes kísérlet nélkül | érvényes kísérlet nélkül | kiesett  | kiesett  |
| Chaiya Sukchinda  | 56 kg       | 87,5     | 19.      | 95,0     | 12.      | 120,0                    | 18.                      | 302,5    | 18.      |
| Sanun Tiamsert    | 60 kg       | 95,0     | 18.      | 80,0     | 21.      | érvényes kísérlet nélkül | érvényes kísérlet nélkül | kiesett  | kiesett  |
| Niras Haroon      | 67,5 kg     | 100,0    | 16.      | 100,0    | 18.      | 137,5                    | 15.                      | 337,5    | 18.      |

## Úszás
Férfi
| Versenyző          | Versenyszám    | Előfutam | Előfutam | Előfutam | Elődöntő | Elődöntő | Elődöntő | Döntő   | Döntő    |
| Versenyző          | Versenyszám    | Idő      | Hely.    | Össz.    | Idő      | Hely.    | Össz.    | Idő     | Helyezés |
| ------------------ | -------------- | -------- | -------- | -------- | -------- | -------- | -------- | ------- | -------- |
| Somchai Limpichat  | 100 m gyors    | 59,8     | 7.       | 60.      | kiesett  | kiesett  | kiesett  | kiesett | kiesett  |
| Narong Chok-Umnuay | 200 m pillangó | 2:32,5   | 6.       | 32.      | kiesett  | kiesett  | kiesett  | kiesett | kiesett  |
| Narong Chok-Umnuay | 400 m vegyes   | 5:44,1   | 8.       | 30.      |          |          |          | kiesett | kiesett  |

## Vitorlázás
Nyílt
| Versenyző                                                                 | Versenyszám | Futam | Futam | Futam | Futam | Futam | Futam | Futam | Pontszám | Helyezés |
| Versenyző                                                                 | Versenyszám | 1     | 2     | 3     | 4     | 5     | 6     | 7     | Pontszám | Helyezés |
| ------------------------------------------------------------------------- | ----------- | ----- | ----- | ----- | ----- | ----- | ----- | ----- | -------- | -------- |
| Rachot Kanjanavanit                                                       | Finn dingi  | 172   | 157   | (101) | 142   | 157   | 188   | 157   | 973      | 30.      |
| Prateep Areerob Arunee Princess Bhanubandh Birabongse Bhanutej Bhanubandh | Sárkányhajó | 162   | (120) | 162   | 120   | 162   | 120   | 120   | 846      | 22.      |